# Walford (Iowa)
Pour les articles homonymes, voir Walford.
Walford est une ville des comtés de Benton et Linn, en Iowa, aux États-Unis. La ville s'appelait à l'origine Terry : elle est fondée en 1884, lorsque la ligne de chemin de fer Chicago, Milwaukee, St. Paul and Pacific Railroad arrive dans cette région. Elle est incorporée le 15 avril 1954.

## Source de la traduction
- (en) Cet article est partiellement ou en totalité issu de l’article de Wikipédia en anglais intitulé « Walford, Iowa » (voir la liste des auteurs).